# CBH Compagnie Bancaire Helvétique
Die CBH Compagnie Bancaire Helvétique SA ist eine auf die Vermögensverwaltung spezialisierte Schweizer Privatbank mit Sitz in Genf. Ende 2015 beschäftigte sie 163 Mitarbeiter und verwaltete 6,49 Milliarden Schweizer Franken Kundenvermögen. Die Bank verfügt über Niederlassungen in Zürich, St. Moritz,  Nassau (Bahamas), London, Hong Kong, Tel Aviv und Luxemburg.

## Geschichte
Das Unternehmen hat seine Wurzeln in der 1975 gegründeten und auf den Wertpapierhandel spezialisierten Stock and Commodity Services SA. Aus dieser ging 1981 die SCS Compagnie Financière SA hervor, welche sich auf die Vermögensverwaltung konzentrierte. Diese wiederum wurde 1991 von einer Vermögensverwaltungsgesellschaft in die Bank Banque SCS Alliance SA umgewandelt.
1995 wurde eine Filiale in Nassau, Bahamas, eröffnet. 2002 übernahm die SCS die PG Partner Bank AG und erhielt dadurch eine Filiale in Zürich. 2003 wurde eine Filiale in Lausanne eröffnet.
Die Bank befindet sich mehrheitlich im Besitz der SCS Alliance Holding SA, an der am 31. Dezember 2008 der damalige Präsident des Verwaltungsrates, Heinz Zimmer, 41,59 Prozent und der CEO, Joseph Benhamou, 19,68 Prozent hielten. 2009 übernahm die Benhamou-Familie die Aktienmehrheit der SCS Alliance Holding SA. Die Bank wurde in CBH Compagnie Bancaire Helvétique SA umbenannt.
Die CBH hat 2014 nach dem Zusammenbruch der Espírito Santo Financial Group einen grossen Teil der Aktivitäten der seither in Liquidation stehenden Schweizer Tochter Banque Privée Espírito Santo übernommen.